# Годфрид VIII
Готфрид III (на френски: Godefroid III; на немски: Gottfried III, Godefroy III, herzog von Basse-Lorraine; на нидерландски: Godfried III de Moedige; * 1142, † 11 август или 21 август 1190) e от 1142 г. граф на Льовен и Брюксел, ландграф на Брабант (като Готфрид VIII), маркграф на Антверпен (като Готфрид VII) и херцог на Долна Лотарингия.

## Биография
Той е син на Готфрид II (* ок. 1100) и Луитгард от Зулцбах, дъщеря на граф Беренгар I фон Зулцбах (1080 – 1125) и Аделхайд фон Волфратсхаузен († 1126).
От 1182 до 1184 г. той е на поклонение в Йерусалим. Наследен е като херцог през септември 1190 г. от сина си Хайнрих I.

## Фамилия
Първи брак: през 1158 г. с Маргарета от Лимбург (* ок. 1135; † 1172), дъщеря на Хайнрих II от Лимбур. Те имат две деца:
- Хайнрих I (* 1165; † 1235), от 1183 г. херцог на Брабант, от 1190 г. граф на Льовен, маркграф на Антверпен и херцог на Долна Лотарингия
- Албрехт (* 1166; † 1192), епископ на Лиеж 1191 г. и Светия

Втори брак: през 1180 г. с Имажина от Лоон (* ок. 1150; † 5 юни 1214), дъщеря на граф Луи I от Лоон. Те имат две деца:
- Вилхелм († 1224), господар на Перве (1199 – † 1224)
- Готфрид († 1226), отива в Англия през 1196 г., жени се за Алиса от Хастингс